# Andris Reiss
Andris Reiss (Kuldīga, 10 marzo 1978) è un dirigente sportivo ed ex ciclista su strada lettone.

## Palmarès

### Strada
- 2000 (BCS-Magni-Sintofarm, due vittorie)

1ª tappa Vuelta a Chile (Santiago del Cile > Los Andes)
3ª tappa Vuelta a Chile (Viña del Mar > El Tabo)
- 2001 (Sintofarm-Feralpi, due vittorie)

2ª tappa Giro Baby (Este > Este)
Campionati lettoni, Prova in linea Elite

## Piazzamenti

### Grandi Giri
- Vuelta a España

2002: 95º

### Classiche monumento
- Giro di Lombardia

2002: 49º

### Competizioni mondiali
- Campionati del mondo

Valkenburg 1998 - In linea Elite: 112º
Lisbona 2001 - In linea Elite: ritirato
- Giochi olimpici

Sydney 2000 - In linea: 81º

### Competizioni europee
- Campionati europei

Kielce 2000 - In linea Under-23: 48º